# Chânes
Chânes is een gemeente in het Franse departement Saône-et-Loire (regio Bourgogne-Franche-Comté) en telt 510 inwoners (1999). De plaats maakt deel uit van het arrondissement Mâcon.

## Geografie
De oppervlakte van Chânes bedraagt 2,2 km², de bevolkingsdichtheid is 231,8 inwoners per km².
De onderstaande kaart toont de ligging van Chânes met de belangrijkste infrastructuur en aangrenzende gemeenten.

## Demografie
Onderstaande figuur toont het verloop van het inwonertal (bron: INSEE-tellingen).